# Episodi de Il commissario Rex (quinta stagione)
La quinta stagione della serie televisiva Il commissario Rex consta di tredici episodi andati in onda per la prima volta, in Austria, tra il 28 gennaio 1999 e il 22 aprile 1999. La trasmissione in Italia, da parte di Raiuno, è avvenuta quasi in contemporanea, tra il 3 marzo e il 13 giugno 1999. Per la prima volta il telefilm viene trasmesso su Raiuno in prima serata, con le nuove puntate spesso alternate a repliche della stagione precedente. La collocazione nel palinsesto continua ad essere quella del mercoledì, come avvenuto l'anno precedente per la quarta stagione. Soltanto il 18 maggio 1999 l'episodio è andato in onda di martedì, essendo in programma per il giorno successivo la finale di Coppa delle Coppe. I dati d'ascolto sono soddisfacenti, nonostante la frequente contemporaneità con la trasmissione di incontri sportivi da parte di altre reti. In alcuni casi, addirittura, gli episodi de "Il Commissario Rex" attirano l'attenzione di un numero di telespettatori superiore a quello delle partite. Ad esempio, l'episodio "Ambizioni pericolose", trasmesso il 10 marzo 1999 alle 20.50, risulta il programma più visto della serata con 8 088 000 telespettatori (share del 26,18%) superando l'incontro di Coppa Italia tra Fiorentina e Bologna, in onda su Italia 1 e seguito da poco più di 6 milioni di telespettatori. Risultato ancora più sorprendente in termini di ascolti è rappresentato dall'episodio "Tutte brave persone", in programma su Raiuno il 26 maggio 1999 e seguito da 6 577 000 (share del 25,78%), più di quelli del secondo tempo della finale di UEFA Champions League tra Bayern Monaco e Manchester United. L'episodio "Sissi" è andato in onda il 13 giugno 1999 in forma ridotta essendo in programma successivamente uno speciale del Tg1 dedicato alle Elezioni Europee. L'episodio è stato trasmesso integralmente per la prima volta l'8 settembre 2001, alle 19,05.
| nº | Titolo originale       | Titolo italiano       | Prima TV Austria | Prima TV Italia | Dati d'ascolto     |
| -- | ---------------------- | --------------------- | ---------------- | --------------- | ------------------ |
| 1  | Die Todesliste         | Ambizioni pericolose  | 28 gennaio 1999  | 10 marzo 1999   | 8 088 000 - 26,18% |
| 2  | Furchtbare Wahrheit    | Senza pietà           | 4 febbraio 1999  | 3 marzo 1999    | 5 830 000          |
| 3  | Priester in Gefahr     | Spariti nel nulla     | 11 febbraio 1999 | 3 marzo 1999    | 6 258 000          |
| 4  | Der Verlierer          | Per denaro, per amore | 18 febbraio 1999 | 24 marzo 1999   |                    |
| 5  | Trügerische Nähe       | Complici              | 25 febbraio 1999 | 17 marzo 1999   | 7 116 000          |
| 6  | Rex rächt sich         | Omicidio nel parco    | 4 marzo 1999     | 7 aprile 1999   |                    |
| 7  | Blinde Wut             | La chiave della morte | 11 marzo 1999    | 14 aprile 1999  |                    |
| 8  | Giftgas                | Il barbone            | 18 marzo 1999    | 28 aprile 1999  | 6 516 000 - 23,43% |
| 9  | Tödliche Geheimnisse   | Un terribile segreto  | 25 marzo 1999    | 21 aprile 1999  | 6 382 000 - 22,04% |
| 10 | Das Testament          | Il testamento         | 1º aprile 1999   | 18 maggio 1999  |                    |
| 11 | Mörderisches Spielzeug | Omicidio d'autore     | 8 aprile 1999    | 26 maggio 1999  | 6 217 000 - 23,99% |
| 12 | Hetzjagd               | Tutte brave persone   | 15 aprile 1999   | 26 maggio 1999  | 6 577 000 - 25,78% |
| 13 | Sisi                   | Sissi                 | 22 aprile 1999   | 13 giugno 1999  | 4 125 000 - 21,64% |

## Ambizioni pericolose
- Titolo originale: Die Todesliste
- Diretto da:
- Scritto da:

### Trama
Ricarda Limmer, con la complicità di Brigitte Bosch, finge di essere stata aggredita da un collega, Michael Fuchs, per prendere il suo posto in azienda. Lui si vendica uccidendole entrambe. Tuttavia la polizia impedirà altri due omicidi.

## Senza pietà
- Titolo originale: Furchtbare Wahrheit
- Diretto da:
- Scritto da:

### Trama
Un rapinatore spara a due commesse di una gioielleria, uccidendone una e ferendo l'altra, dato che volevano dare l'allarme. Si scoprirà poi che la rapina era solo la messa in scena di un padre che voleva l'affido del figlio e aveva quindi deciso di eliminare l'ex moglie, che però riesce a salvarsi. Brandtner e Rex riusciranno a catturarlo.

## Spariti nel nulla
- Titolo originale: Priester in Gefahr
- Diretto da:
- Scritto da:

### Trama
Alcuni autocarri carichi di medicinali scompaiono al confine con l'Ungheria. Un prete, in confessione, viene a sapere di questi criminali che uccidono i camionisti per rubare il carico ma, vincolato dal segreto della confessione, non vuole dire nulla a Brandtner, decidendo quindi di agire da solo. Tuttavia i malviventi rapiscono il religioso ma, grazie a Rex, Alex risolverà il caso incastrando gli assassini e salvando il padre.

## Per denaro, per amore
- Titolo originale: Der Verlierer
- Diretto da:
- Scritto da:

### Trama
Anton rapina una banca per saldare un debito con un boss della malavita, però i soldi non si possono utilizzare, perché segnati. Alex rintraccerà il colpevole.

## Complici
- Titolo originale: Trügerische Nähe
- Diretto da:
- Scritto da:

### Trama
Susanne litigando con l'amante ne provoca la caduta in un precipizio. Successivamente si consulta con il marito sul da farsi. All'inizio tutto lascia pensare che il colpevole sia o Susanne o il marito, alla fine poi si scoprirà che l'omicida è la moglie dell'amante di Susanne che per gelosia aveva colto l'occasione per eliminarlo.

## Omicidio nel parco
- Titolo originale: Rex rächt sich
- Diretto da:
- Scritto da:

### Trama
In un parco viene trovato il cadavere di un uomo. La causa della morte sembra il morso di un cane ma qualcosa non quadra: sulla vittima non ci sono saliva o peli di cane e il calco del morso mostra una malformazione al cranio. Alex riesce quindi ad incastrare il custode di un museo dove erano esposti pezzi del genere. Mette quindi alle strette l'uomo che confessa di aver rubato dal magazzino e rivenduto il cranio di lupo usato per il delitto. Successivamente Brandtner nota l'uomo descritto dal custode nel parco e grazie alle impronte lasciate dalla sua bicicletta è convinto che sia lui il colpevole. Con uno stratagemma e grazie a Rex il commissario riesce a introdursi in casa del sospettato dove trova l'arma del delitto. L'uomo infine, arrestato da Alex confessa di aver ucciso l'anno prima la moglie che voleva divorziare e di averla nascosta nel parco fino ad allora chiuso. Ma alla riapertura, temendo che qualcuno trovasse il corpo della donna, aveva deciso di spaventare la gente fingendo che nel parco ci fosse un enorme lupo.

## La chiave della morte
- Titolo originale:  Blinde Wut
- Diretto da:
- Scritto da:

### Trama
Thomas, un giovane che lavora in un albergo, viene ucciso. La colpevole è la figlia del proprietario dell'albergo, che si era innamorata di lui ma era stata respinta. Alex riuscirà a prenderla.

## Il barbone
- Titolo originale: Giftgas
- Diretto da:
- Scritto da:

### Trama
Il cadavere di un barbone viene trovato nei pressi della ferrovia. La morte è dovuta all'inalazione di un gas velenoso. Alex scoprirà in seguito un complotto organizzato da alcuni uomini che volevano compiere un attentato.

## Un terribile segreto
- Titolo originale: Tödliche Geheimnisse
- Diretto da:
- Scritto da:

### Trama
Sybille, studentessa di medicina, viene uccisa durante una gita in montagna. Alex sospetta di tre amici della giovane. La vittima sapeva qualcosa di compromettente nei confronti di uno di loro.

## Il testamento
- Titolo originale: Das Testament
- Diretto da:
- Scritto da:

### Trama
Il signor Stift lascia le sue sostanze all'infermiera che l'ha assistito. Un nipote tenta di impossessarsi del testamento e non esita a uccidere.

## Omicidio d'autore
- Titolo originale: Mörderisches Spielzeug
- Diretto da:
- Scritto da:

### Trama
Il signor Nordeck, un uomo anziano con la moglie ammalata e quasi senza lavoro decide di scrivere un giallo. Lo invia a una casa editrice, che però non lo pubblica perché ritenuto poco interessante. L'uomo quindi decide di mettere in pratica il suo libro uccidendo coloro che ritiene responsabili della mancata pubblicazione del suo manoscritto: uno scrittore, usando un elicottero radiocomandato pieno di esplosivo. Successivamente, con un'automobile giocattolo tenta di uccidere una donna impiegata presso l'editore e infine rapisce, rinchiudendolo in magazzino imbottito di esplosivo, il titolare della casa editrice. Brandtner e Rex riusciranno a salvare l'uomo e ad arrestare Nordeck.

## Tutte brave persone
- Titolo originale: Hetzjagd
- Diretto da:
- Scritto da:

### Trama
La signora Stern viene uccisa per rapina. Si sospetta di un giovane, Moritz, che vive con la sorella Brigitte. Si scoprirà poi che sia questo delitto che quello di 5 anni prima, per cui Moritz era stato condannato, sono stati commessi da un altro rispettabile condomino che, indebitato, aveva commesso i delitti facendo ricadere la colpa su Moritz. Ma Rex e Brandtner riusciranno a scoprire la verità arrestando il colpevole e riabilitando Moritz.

## Sissi
- Titolo originale: Sisi
- Diretto da:
- Scritto da:

### Trama
Una giovane che lavora in una sartoria teatrale si identifica nella principessa Sissi. Uccide un conducente di carrozze che aveva tentato di violentarla. Successivamente duella con Alex, ma Rex la disarma.